# Nationalbolsjevism

Nationalbolsjevikiska partiets flagga.

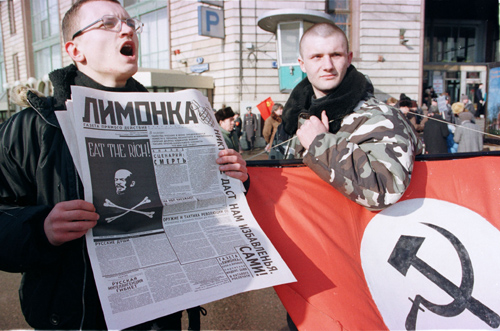
Skinheads från Nationalbolsjevikiska partiet i Moskva visar upp partiets tidning, Limonka.

Nationalbolsjevism går tillbaka till ett uttryck, myntat i nedsättande bemärkelse av den kommunistiske politikern Karl Radek, vilket avsåg en vilja hos nationalistiska tyskar efter första världskriget att införa bolsjevismen i Tyskland, som ett sätt att undgå ”slaveriet” under de allierade efter versaillesfreden. Till nationalbolsjevikerna räknas bland annat Ernst Niekisch och Otto Strasser, vilka ville hjälpa Sovjetunionen att bygga upp sin ekonomi i utbyte mot politiskt stöd mot Frankrike och England. Nationalbolsjevikerna ville därutöver anta det sovjetiska sättet att styra med politisk centralisering, förintande av politiska motståndare och begränsning av den fria marknaden.
Nationalbolsjevism är även en modern extremistisk politisk rörelse i Ryssland, representerad av Nationalbolsjevikiska partiet som bildades 1992, efter Sovjetunionens upplösning. 
Ideologin kan uppfattas som ett slags blandning av vänster- och högerextremism och har förutom kommunismens traditionella värderingar även många värderingar från olika nationalistiska rörelser. Flaggan har Nazitysklands färger men istället för ett hakkors har den hammaren och skäran i mitten. Den kan även ses som en återknytning till en tidig form av nationalsocialism, som saknade entydigt antislaviska förtecken.
Nationalbolsjevismen är snarast en storrysk nationalistisk och stalinistisk rörelse. Nationalbolsjevismen eftersträvar ett nytt militaristiskt storryskt imperium och är antiamerikanskt och fientligt mot EU.
Partiet har till och från varit förbjudet, och partitidningen Limonka är fortfarande förbjuden med hänvisning till att den uppmanar till våldsdåd.